# Pedro Obiang
Pedro Mba Obiang Avomo, född 27 mars 1992 i Alcalá de Henares, är en spansk-ekvatorialguineansk fotbollsspelare som spelar för Sassuolo.

## Karriär
Den 24 juli 2019 värvades Obiang av italienska Serie A-klubben Sassuolo.